# Dépôt de Kozu
Le dépôt de Kozu (国府津車両センター, Koudzu sharyō sentā) est un dépôt de matériel roulant ferroviaire appartenant à la succursale Yokohama de la East Japan Railway Company (JR East) et est situé dans la ville d'Odawara ,dans la préfecture de Kanagawa.

## Contexte
Durant les années 1960, un plan d'amélioration et de renforcement des dessertes de banlieue dans la région de Tokyo étalé sur plusieurs années fut lancé. Le plan d'augmentation de la capacité de transport de la ligne principale Tokaido faisait partie de ce plan global (concerne la section de la ligne Tokaido , la construction de la ligne de fret Tokaido, et de l'entrée des trains de la ligne Yokosuka dans la voie souterraine de Shinagawa (ligne directe opération avec la Sobu Rapid Line)
Cependant, les dépôt de Tamachi , dépôt d'Ofuna et le district de Shizuoka (tous nommés à l'époque), qui fonctionnaient depuis un certain temps, manquaient de capacité, on décidât en 1968 de bâtir un nouveau dépôt à Kozu.
Dans le même temps, à la même époque, le dépôt de Makuhari a été construit. Quand le dépôt de Kozu fut terminé, une réorganisation des affectations dans les dépôts eu lieu. Les trains de la ligne Tokaido ont été alors affectés dans les dépôts de Tamachi et de Kozu, les trains de la ligne Yokosuka iront dans le dépôt d'Ofuna et ceux de la ligne rapide Sobu dans le Le dépôt de Makuhari.
Fait particulier, il est situé presque à mi-chemin entre la gare de Kozu et la gare de Shimo-Soga sur la ligne Gotemba qui appartient à la JR Central , positionné le long du côté ouest de la ligne . L'entrée/la sortie des trains se fait via la voie de liaison qui s'étend de la gare de Kozu jusqu'à l'entrée du dépôt, étant positionnée le long de la ligne Gotemba.
Il couvre une surface de  106 505m² et permet de stationner 965 voitures au total.
Principalement chargé des contrôles journaliers et des contrôles de maintenance poussés (maintenance fonctionnelle des véhicules neufs de série). Une partie du travail est sous-traitée à JR East Transportation Service. De plus, le coût d'acquisition du terrain requis pour la construction était d'environ 1,6 milliard de yens, le coût de construction était d'environ 3,2 milliards de yens, pour un coût total d'environ 4,8 milliards de yens .

## Historique
- 1887 (Meiji 20) - Le dépôt de locomotives de Kozu est ouvert avec l'ouverture de la gare de Kozu[3],[Note 2].
- 1968 (Shōwa 43) - Un plan d'ouverture du dépôt de Kozu à l'emplacement actuel, a été décidé
- Février 1973 (Shōwa 48) - Début de la construction d'équipements au sol
- 1975 (Shōwa 50) 17 novembre - Début du service partiel sur 8 voies électrifiées.
- 1979 (Shōwa 54) 1er octobre -Avant l'opération de séparation (dite séparation SM) de la ligne Tokaido et de la ligne Yokosuka prévu l'année suivante en 1980 , un dépôt de 15 lignes électrifiées (capacité de stockage 280 voitures) est mis en service. En conséquence, les trains sont transférés des dépôts d'Ofuna, de Tamachi, etc. À cette époque, il était sous la juridiction de l'administration des chemins de fer du sud de Tokyo des chemins de fer nationaux du Japon (la JNR), et l'abréviation était « Minami Kotsu ».
- 1980 (Shōwa 55) 1er octobre - Début du service complet et rebaptisé Station Kozu
- 1985 (Shōwa 60) 1er novembre -Le département des opérations a été séparé et renommé en district ferroviaire de Kozu
- 1987 (Shōwa 62) 1er avril - Transféré à JR East en raison de la division et de la privatisation de JNR , et devient la juridiction du quartier général des opérations de la région de Tokyo . L'abréviation est "Tokotsu".
- 1996 (Heisei 8) 1er octobre -Transféré à la succursale de Yokohama en même temps que la création de la  dite succursale. L'abréviation est "Yokotsu". En décembre, la série 205 série 500 de la ligne Sagami, qui était sous la juridiction de la succursale de Yokohama, a emménagé.
- 2004 (Heisei 16) 1er juin - Rebaptisé Kozu Vehicle Center en raison d'une restructuration organisationnelle.

## Site
Du fait de son plan de voie général de forme similaire a un sablier, le centre est divisé en 2 parties.
Le Centre appelle la zone de Kozu(coté sud est) la ligne Dentome et la zone Shimo-Soga (coté nord ouest) la ligne Hokugun , avec les bureaux au centre, agissant comme une frontière . Fondamentalement, la partie Dentome est utilisée pour le stockage des véhicules et la partie Hokugun est utilisée pour les travaux d'inspection et de nettoyage.
- Une voie relie les deux zones via un centre de fraisage de roues
- Des machines a laver sont situées près des bureaux entre les deux zones menant au voies 2 à 4 (de la partie nord) qui sont des voies pour le nettoyage.
- Les voies  5 à 8 (de la partie nord) sont des voies de stockage
- Les voies  9 à 11 (de la partie nord) sont des voies d'inspection
- Les voies  12 à 13 (de la partie nord) sont des voies avec vérins pour soulever les rames lors des maintenances.

En plus du matériel roulant appartenant au dépôt, ils meulent également les roues de la série E233-8000 de la Ligne Nambu appartenant à la branche Nakahara du Dépôt de Kamakura

## Trains affectés

### Présent
Les véhicules déployés au 1er avril 2023 sont les suivants
Il y avait 913 voitures stationnées dans le site.
Les trains portent le nom de Yokokotsu - Il se compose de Yoko, qui signifie la succursale de Yokohama , et de Kotsu, qui signifie Kozu .
- Train de la série E231-1000 (590 voitures)
  - Il y a 42 trains de base de 10 voitures (trains K01-K42) et de 34 trains auxiliaires de 5 voitures (trains S01-S34).
  - Les voitures 4 et 5 de la formation de base sont des voitures vertes à deux étages . Le train attenant est relié au train de base pour Maebashi et Utsunomiya , formant un maximum de 15 voitures.
  - Il est exploité par des trains locaux et rapides dans les sections suivantes :
- Entre Tokyo et Numazu sur la ligne Tokaido (une partie dans la juridiction JR Tokai)
- Ligne Itō
- Ligne Ueno-Tokyo
- Ligne Shōnan-Shinjuku
- Ligne Yokosuka (entre Zushi et Ofuna)
- Ligne Utsunomiya (Ligne principale Tōhoku) (Ueno - Utsunomiya)
- Ligne Takasaki - L'exploitation des trains affiliés se fait au sud de la gare de Kagohara , à l'exception des trains au départ et à destination de Fukaya .
- Ligne Ryōmō (Entre Shin-Maebashi et Maebashi)
- Ligne Jōetsu (entre Takasaki et Shinmaebashi)

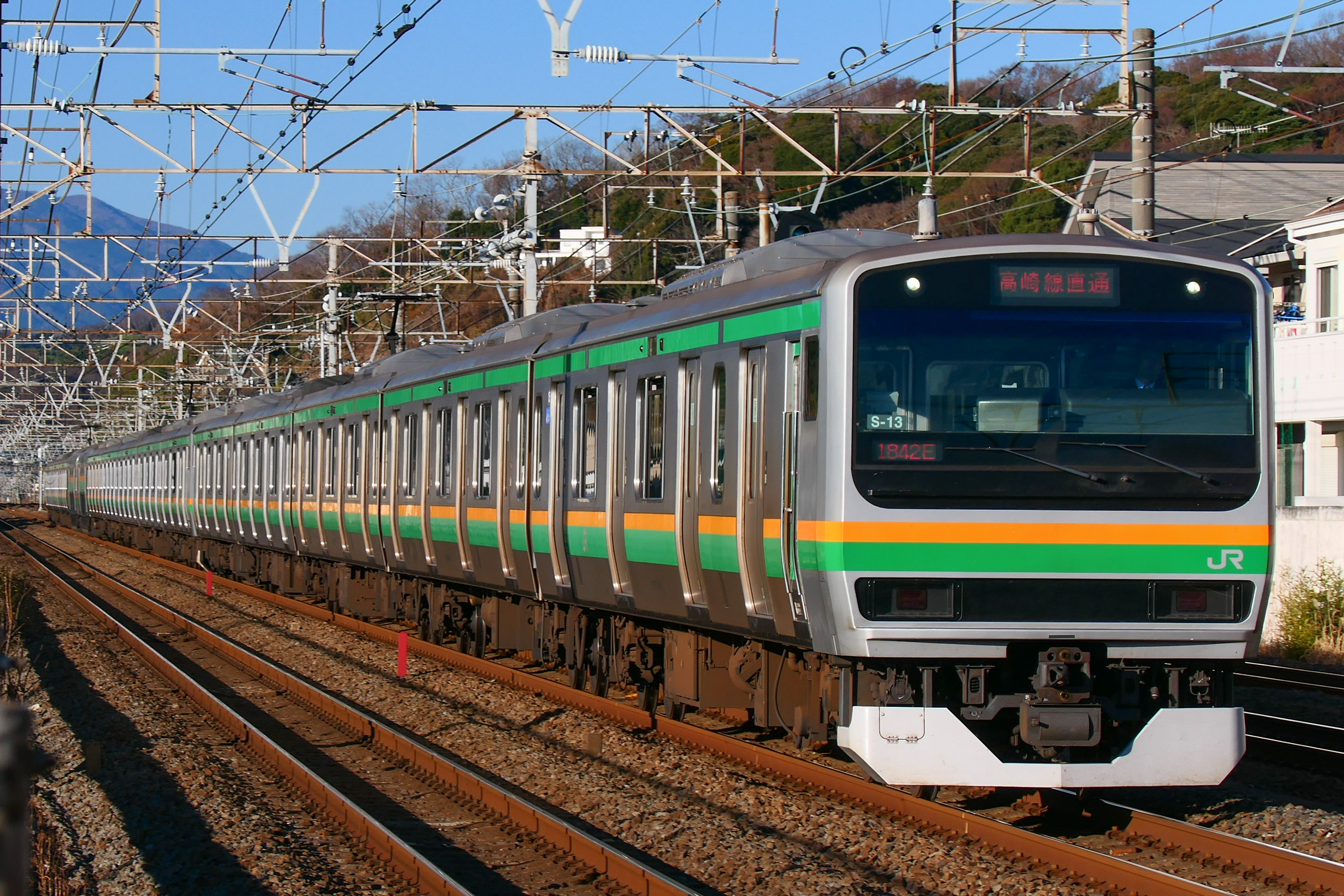
Serie E231-1000

- Train Série E233-3000  (275 voitures)
  - Il y a 17 trains de base de 10 voitures  (train de 10 voitures)  ((trains E01-E17), et de 21 trains auxiliaires de 5 voitures (trains E51-E67, trains E71-E74).
  - Le fonctionnement après la révision des horaires du 14 mars 2015 est le même que pour la série E231. Depuis qu'il est devenu un fonctionnement commun avec la série E231, les séries E231 et E233 sont également exploitées ensembles. De plus, nous avons commencé l'exploitation sur la ligne Shonan-Shinjuku, qui n'existait pas auparavant, sur la ligne Utsunomiya et la ligne Takasaki via la ligne Ueno-Tokyo, et l'exploitation directe sur la ligne Ito.
  - Le 2 mars 2017, un dispositif de surveillance de la voie a été installé sous le plancher du train E53 Saha E233-3003 au Koriyama Rolling Stock Center.

- Train série E131 (48 voitures)
  - 12 trains de 4 voitures (trains G-01 à G-12) y sont affectés. Nouvellement fabriqués de juillet 2021 à janvier 2022.
  - Il est exploité sur la ligne Sagami avec le Shonan / Sagami General Center comme centre d'opération.
  - L'exploitation par un seul homme (Wanman) a débuté à partir de la révision des horaires le 12 mars 2022 .

Présent
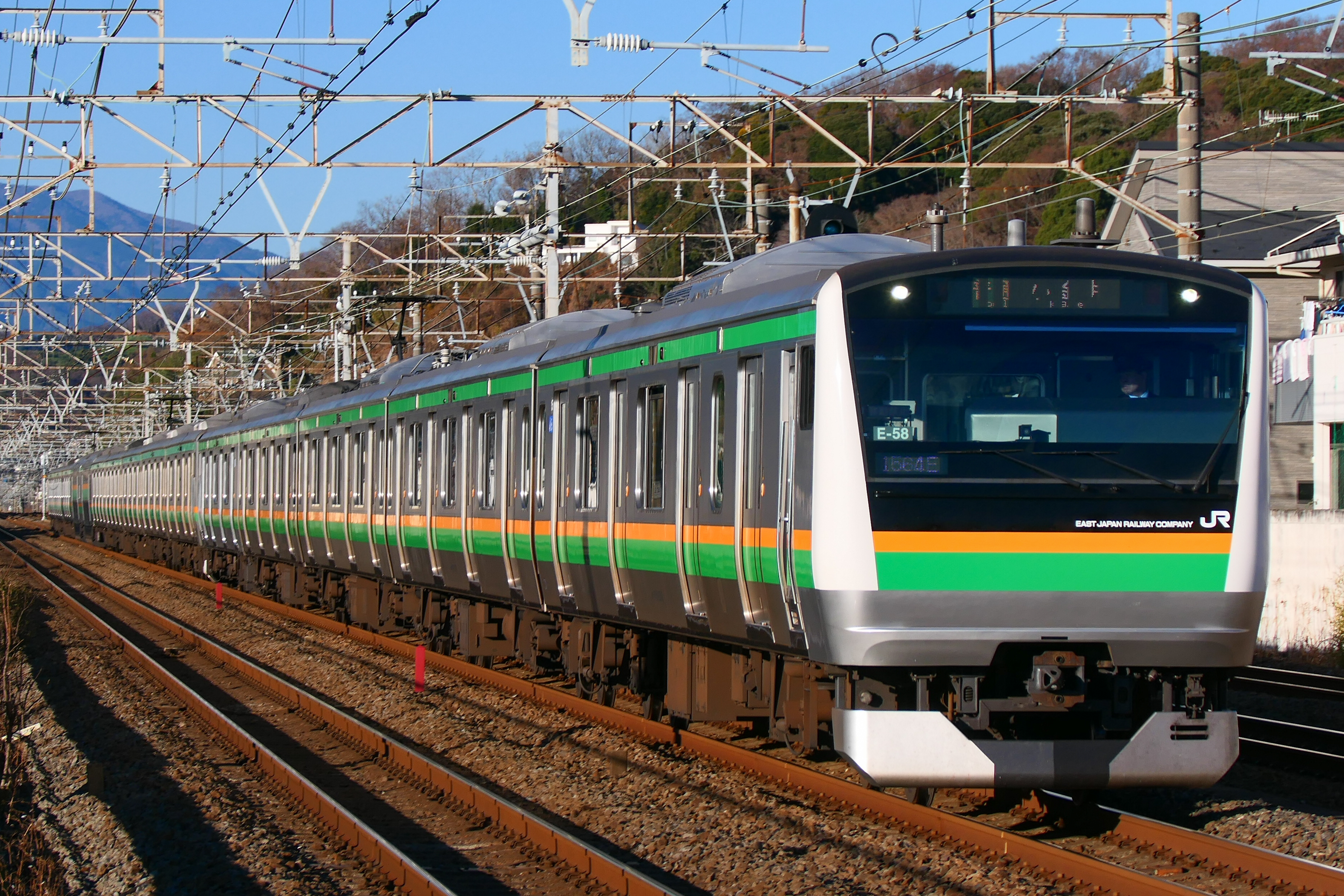
Serie E 233-3000.
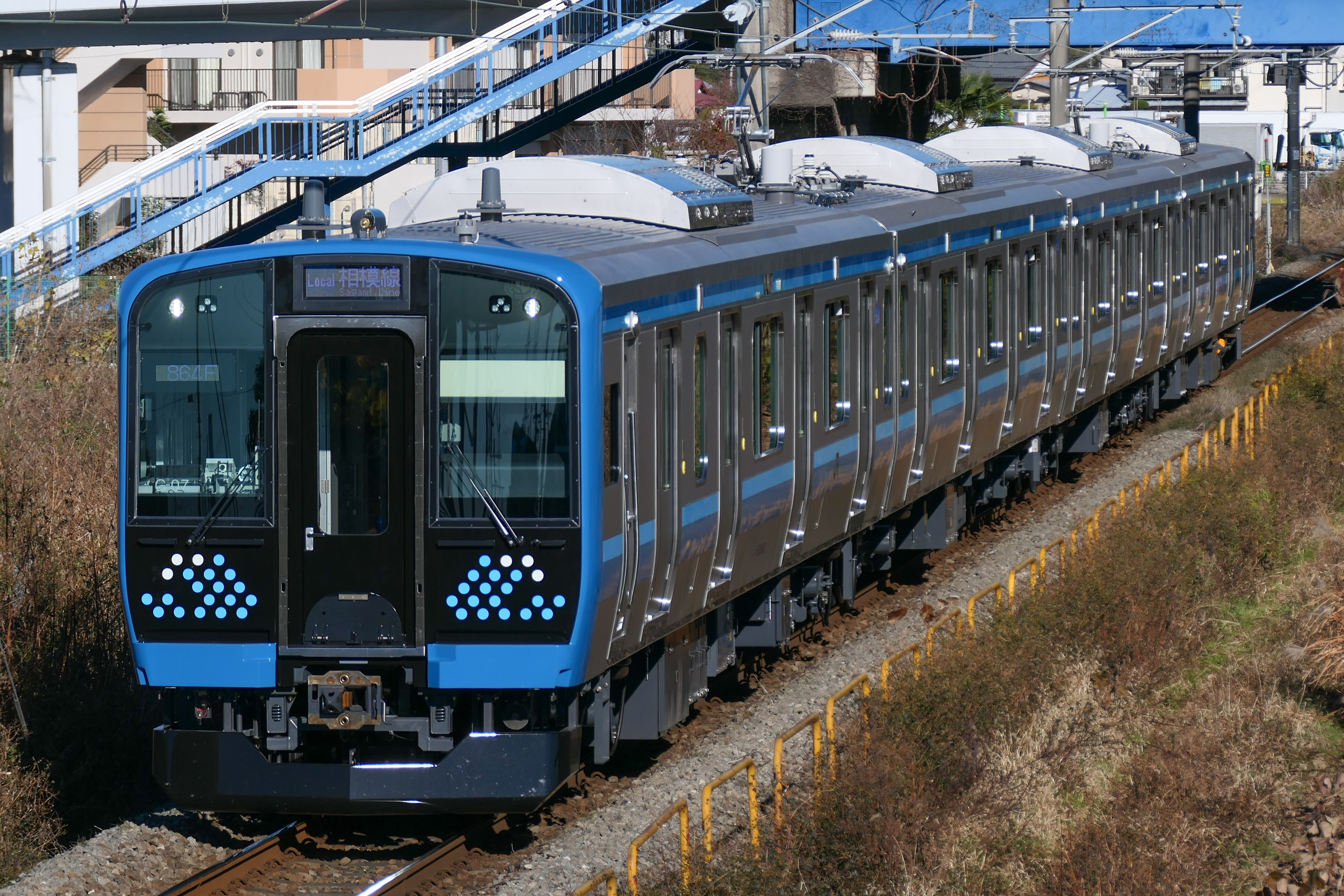
Serie E131-500.

### Passé
- Serie JR Est E651
  - Un train de 4 voitures de la série 1000 (train IR01) transféré du centre de matériel roulant général d'Omiya a été remodelé et aménagé.
  - Jusqu'en 2020, il était exploité sur le rapide spécial « Izu Crail » qui fonctionne les samedis et jours fériés.
  - La formation était composée de la voiture n° 1 Kuro 650-1007, de la voiture n° 2 Moha 650-1007, de la voiture n° 3 Moro 651-1007 et de la voiture n° 4 Kuro 651-1101.
  - Il a été acheminé au Nagano General Vehicle Center du 8 au 9 octobre 2020 et mis au rebut le 10 octobre de la même année.

- Serie JR Est 215
  - Quatre trains de 10 voitures (trains NL1 à NL4) ont été aménagés. En raison de la réorganisation du centre de matériel roulant de Tamachi en raison de la révision des horaires du 16 mars 2013, toutes les voitures ont été transférées.
  - Il était exploité par " Shonan Liner ", " Ohayo Liner Shinjuku " et " Holiday Express View Yamanashi ", mais l'exploitation commerciale a pris fin avec la révision des horaires le 13 mars 2021.
  - Depuis le 3 janvier 2022, ce matériel a été reformé.

- Serie JR Est 205
  - Treize trains de 4 voitures de la série 205-500 (trains R01-R13) ont été aménagés. En décembre 1996, il quitte le Toyota Train Depot .
  - Avec le centre général Shonan / Sagami (ancien district de transport de Chigasaki) comme centre d'opération, il était exploité entre Hashimoto et Hachioji sur la ligne Sagami et la ligne Yokohama , et fonctionnait sur un train de transfert entre Chigasaki
  - Le 16 février 2023, la dernière formation R1 restante a été transmise au Centre général du matériel roulant de Nagano et démantelée d'ici la fin de 2022, elle n'existe donc plus.

- JR East série E217
  - En avril 2015, il y avait un train de base de 10 voitures et un train auxiliaire de 5 voitures affecté (aux couleurs de la tokaido line).
  - L'exploitation sur la ligne Tokaido a pris fin avec la révision du 14 mars 2015[5] , et elle a été transférée au centre de matériel roulant de Kamakura.

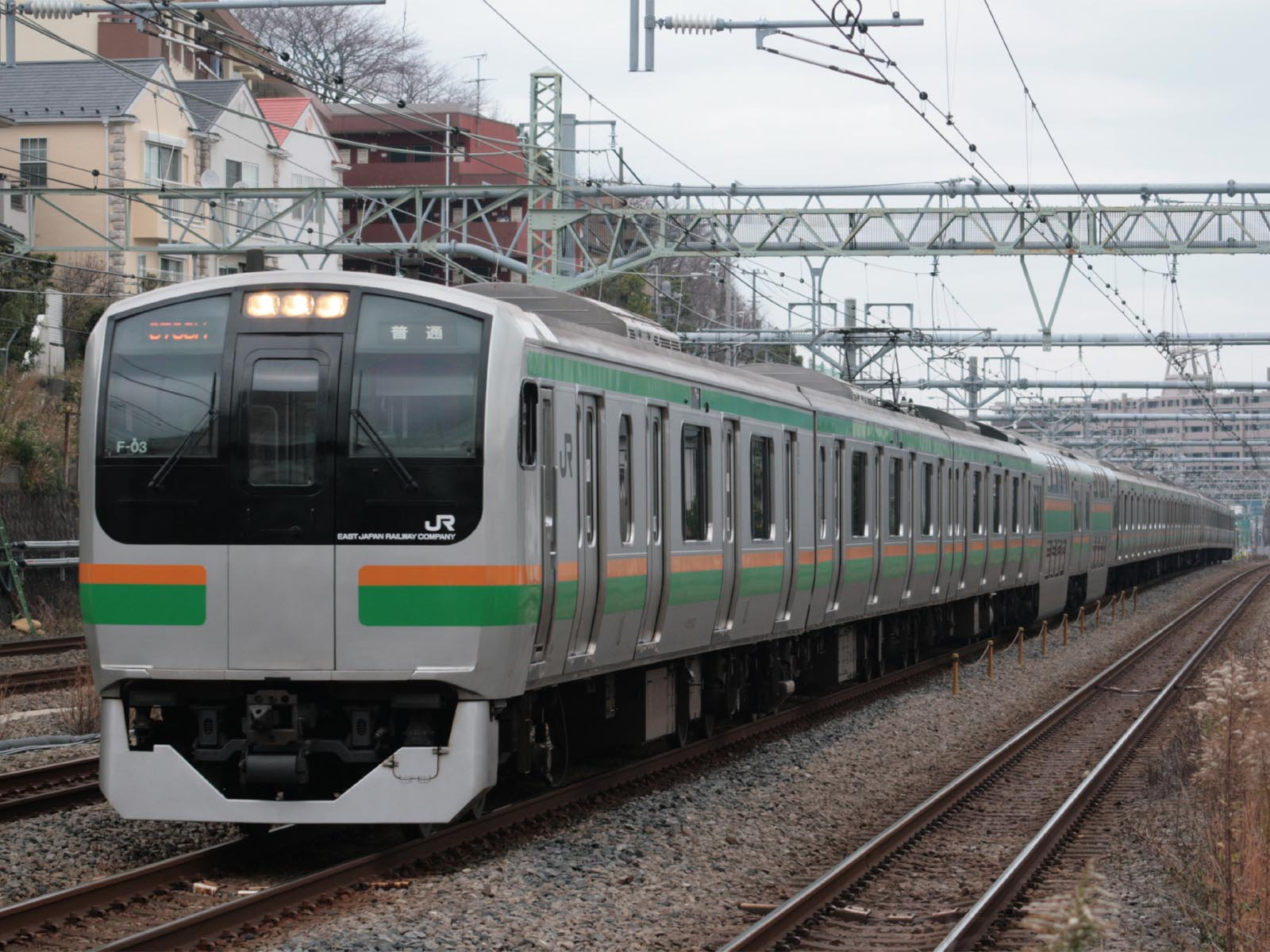
l'Unique E217 aux couleurs de la Tokaido Line.
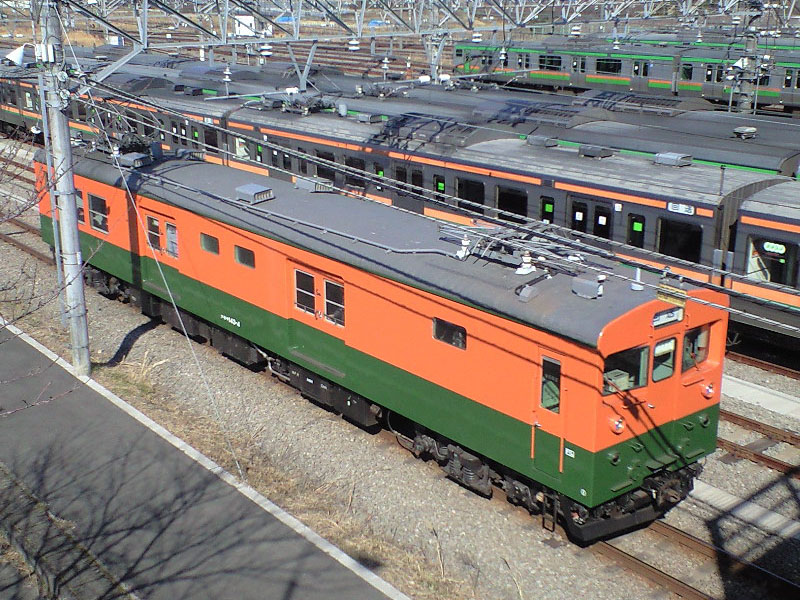
Kumoya143.En second plan une serie 211.

- Type Kumoha 40
  - Deux voitures (40054 et 40074) ont été transférées du dépôt ferroviaire d'Ofuna  lors de l'ouverture finale du dépôt en octobre 1979[6].Il fut utilisé pour le transport des employés entre la gare de Kozu et le dépôt de train et comme substitut d' un véhicule de remorquage[7]

- Type Kumouni 74
  - voiture postale . En octobre 1979, 12 wagons de la série 0 et 3 wagons de la série 200 ont été transférés du dépôt ferroviaire de Tamachi lors de l'ouverture du dépôt .

- Type Kumoya 90
  - Tracteur. Une voiture (90009) a quitté le dépôt ferroviaire d'Oyama lors de l'ouverture du dépôt ferroviaire en octobre 1979 , et 90013 a ensuite quitté le dépôt pour aller à Musashi-Koganei .

- Type Kumoya 145
  - Tracteur. En avril 2004, deux voitures, 119 et 125, ont été déployées[8]

- Type Kumoya 143
  - Tracteur. Au 1er avril 2004, trois voitures de 4, 7 et 10 ont été affectées. En plus des travaux de manœuvre sur les lieux , il a également été utilisé pour les déplacements des employés entre Kozu et le dépôt.
  - En août 2007, le Kumoya 143-4 est passé de la couleur standard bleu + avertissement à la couleur Shonan lors de la construction d'inspection régulière au Tokyo General Rolling Stock Center . Il a été transmis au Nagano General Rolling Stock Center le 6 avril 2011[9] et mis au rebut le 7 avril .

- Série 113

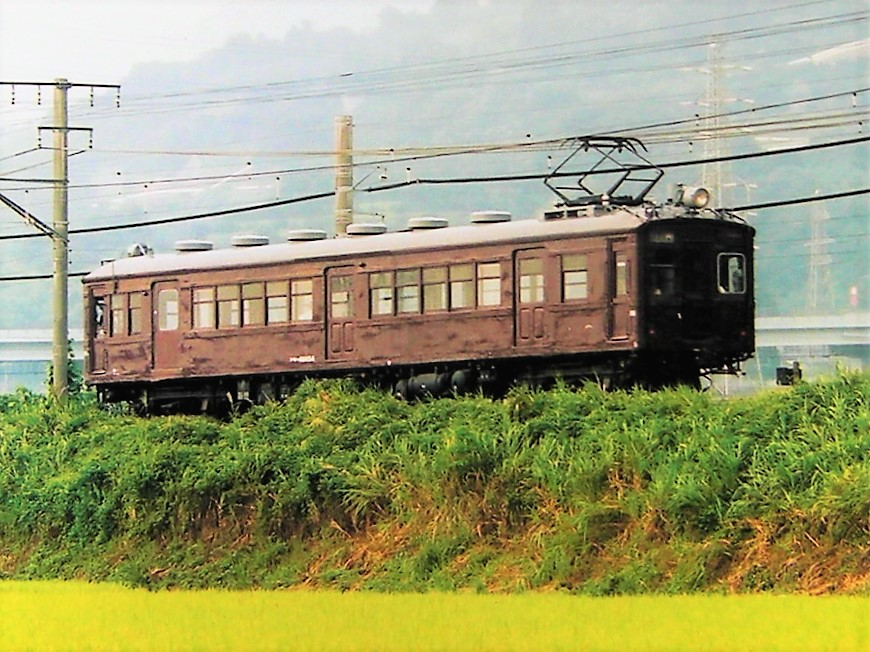
Kumoha 40.
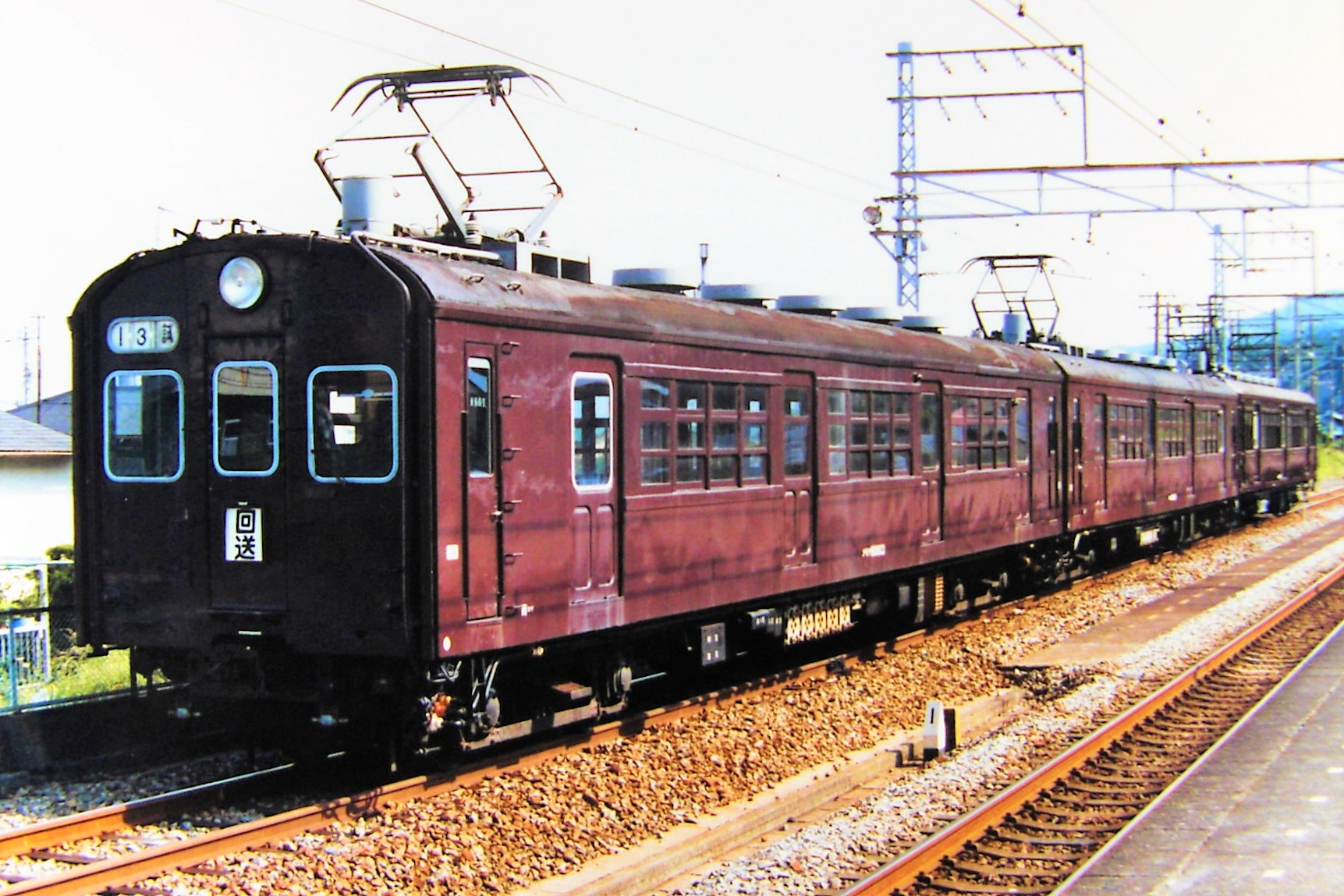
Kumoya 90.
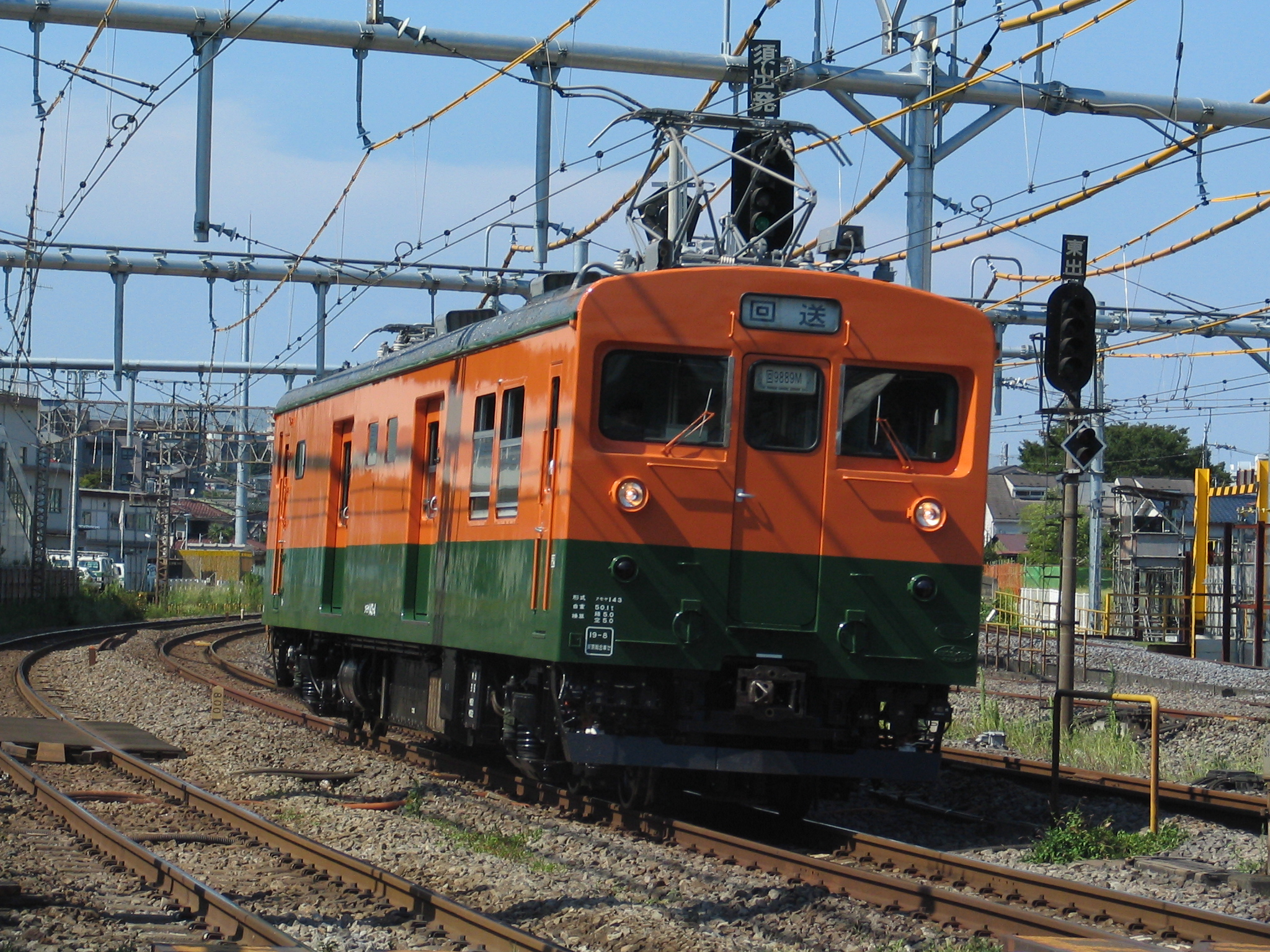
Kumoya 143
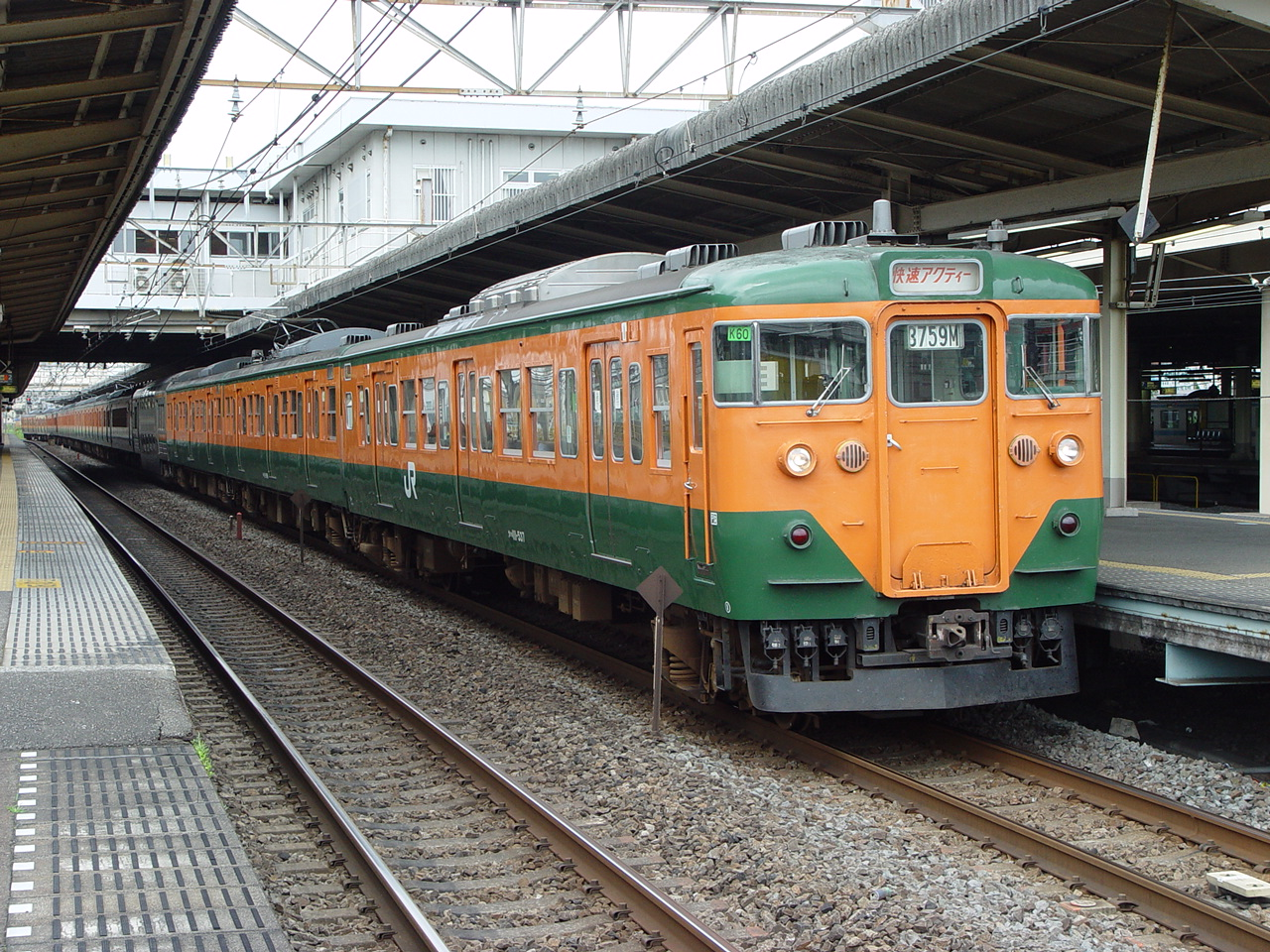
Serie 113.